# Monte Lyell
El monte Lyell es una montaña y el punto más alto del parque nacional de Yosemite, con una altitud de 13 114 pies (3997,1 m). Fue nombrado así el  2 de julio de 1863 por William H. Brewer y Charles F. Hoffman del Servicio Geologico de California en honor al geólogo inglés más eminente de la época, Sir Charles Lyell (Up and down California in 1860-1864: the journal of William H. Brewer).

## Ubicación
Se encuentra en el extremo sureste de la Cordillera Catedral, y a 1,2 millas (1,9 km) al noroeste de Rodgers Peak . La montaña, así como el vecino Cañón Lyell, llevan el nombre de Charles Lyell, un conocido geólogo del siglo XIX.  El pico tenía uno de los últimos glaciares que permanecían en Yosemite, el glaciar Lyell.
Actualmente, el glaciar Lyell se considera un campo de hielo permanente, no un glaciar vivo. El monte Lyell divide la cuenca del río Tuolumne al norte, Merced al oeste y el drenaje de Rush Creek en la cuenca del lago Mono al sureste.

## Montañismo
El acceso más común al monte Lyell es desde el valle Tuolumne Meadows en una sección muy transitada del sendero John Muir . El viaje de ida y vuelta es de aproximadamente 25 millas (40 km) e implica unos 4500 pies (1370 m) de desnivel a partir de la Oficina administrativa del Condado de Tuolumne. 
La caminata es fácil desde Tuolumne Meadows, siguiendo el río Tuolumne hasta la cabecera del Cañón Lyell, y se vuelve moderada a medida que se acerca al Paso Donohue . Antes de llegar al Paso Donahue, la ruta deja el sendero y se dirige al sur hacia el Monte Lyell.